# VRT (廣播公司)
弗拉芒廣播電視公司（荷蘭語：Vlaamse Radio- en Televisieomroeporganisatie），缩写为VRT（荷蘭語：[ˌveːjɛrˈteː]），是比利時弗拉芒社群的一個公共廣播電視公司。1930年，比利時國家廣播公司成立。比利時國家廣播公司的荷蘭語名稱是NIR（Nationaal Instituut voor de Radio-omroep），法語名稱是INR（Institut National belge de Radiodiffusion），兩個公司是各自獨立的法人。1953年，比利時國家廣播公司開始播出電視節目。1960年，NIR和INR合併，改名為比利時廣播電視公司，荷蘭語名稱是BRT（Belgische Radio en Televisieomroep），法語名稱是RTB（Radio-Télévision Belge）。1977年，隨著比利時改為聯邦制，法語廣播和荷蘭語廣播再次分離。1998年，RTB改名為弗拉芒廣播電視公司（VRT - Vlaamse Radio en Televisie-omroep-organisatie。2009年，vrt這一名稱成為公司的正式名稱。現在弗拉芒廣播電視公司擁有四個電視頻道和五個廣播頻率。

## 標誌歷史

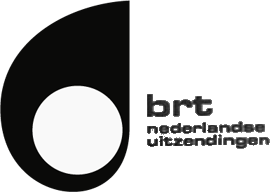
1968 – 1979
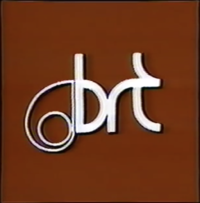
1979 – 1991
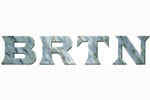
1991 – 1998
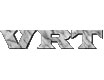
1998 – 2002
2002 – 2017
2017 – 2022
2022 –

## 電視頻道
電視頻道通過以下方式傳輸:
- 有線電視：所有比利時和荷蘭有線電視業者都透過此方式提供服務；
- 向比利時所有主要DSL提供商提供IPTV（Proximus、Orange（英语：Orange Belgium）、Scarlet（英语：Scarlet (company)））；
- 卫星：TV Vlaanderen付费订阅内容（使用SES阿斯特拉网络的加密的DVB-S2）。
- 地面：TV Vlaanderen付费订阅内容（使用Norkring网络的加密的DVB-T2）和Digitenne付费付费订阅（加密的DVB-T2）。VRT的免费DVB-T广播已于2018年12月1日停止。[2][3]

## 外部連結
维基共享资源上的相關多媒體資源：VRT
- 官方网站 （荷蘭語）
- VRT NWS （页面存档备份，存于）（荷蘭語） news site of VRT

50°51′10″N 4°24′06″E / 50.85278°N 4.40167°E